# Vilanova d'Alcolea

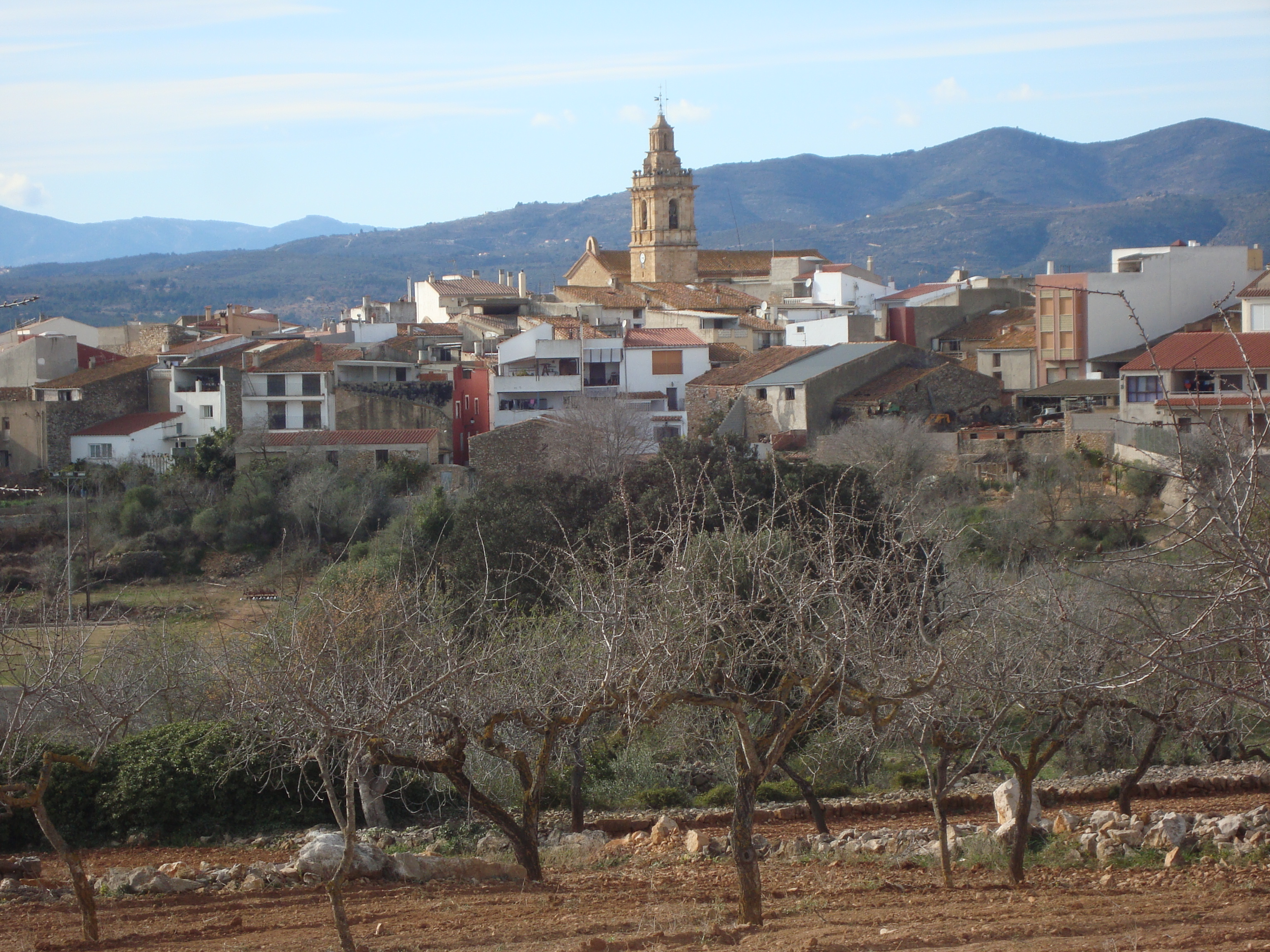
Vilanova d'Alcolea

Vilanova d'Alcolea è un comune spagnolo situato nella comunità autonoma Valenciana.

## Altri progetti

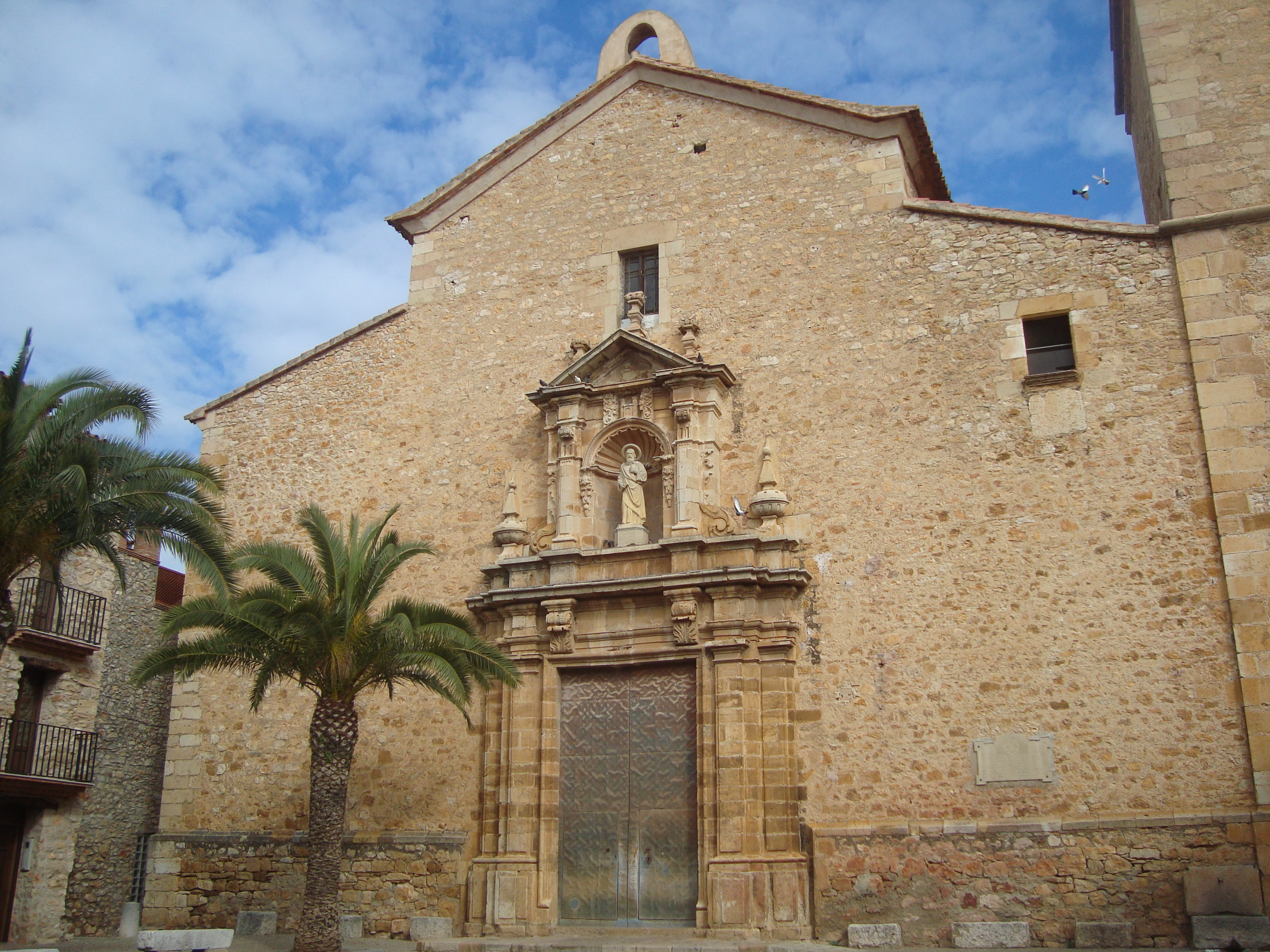
Església de Sant Bartomeu (Vilanova d'Alcolea)

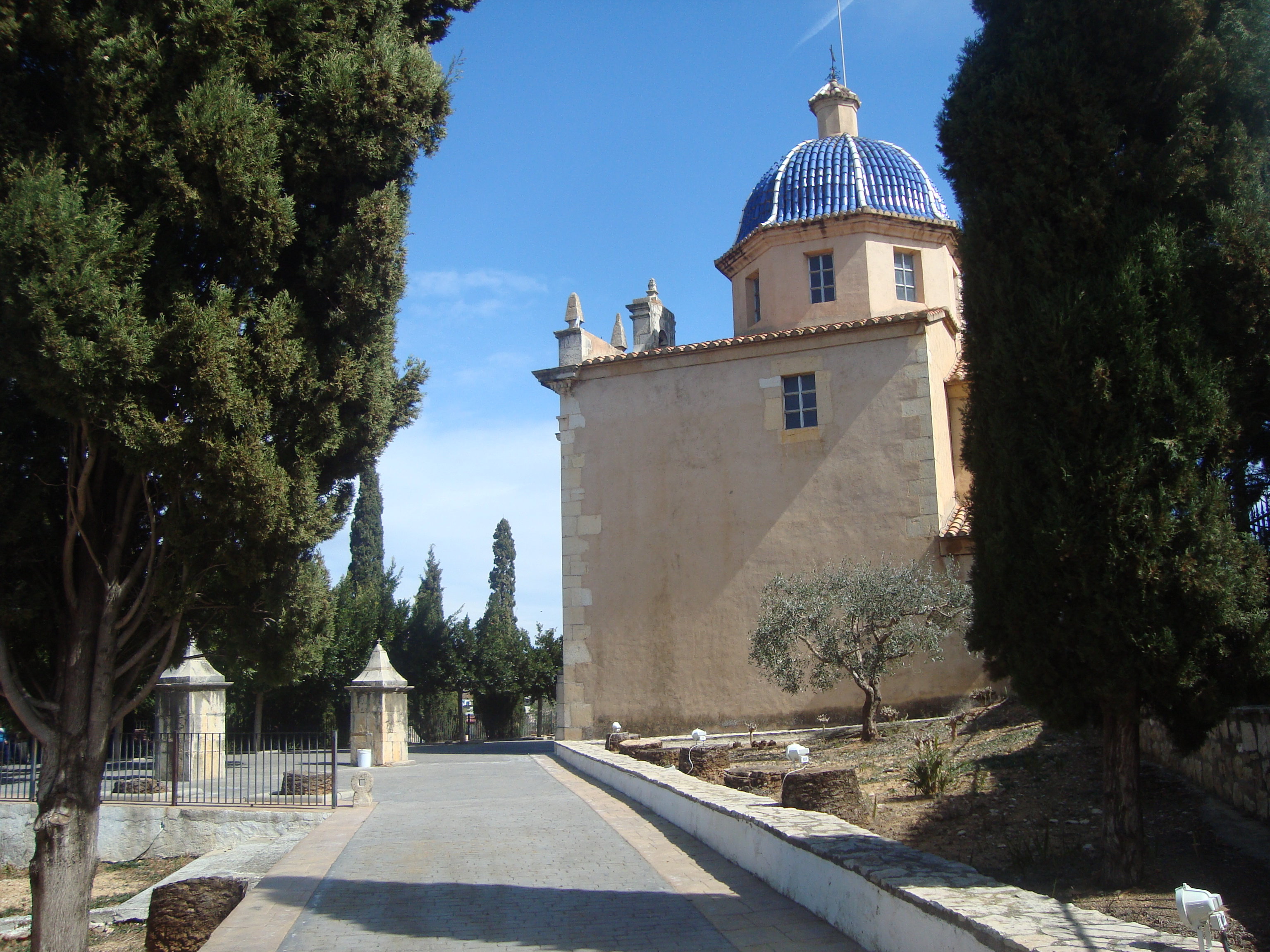
Ermita del Calvari de Vilanova d'Alcolea

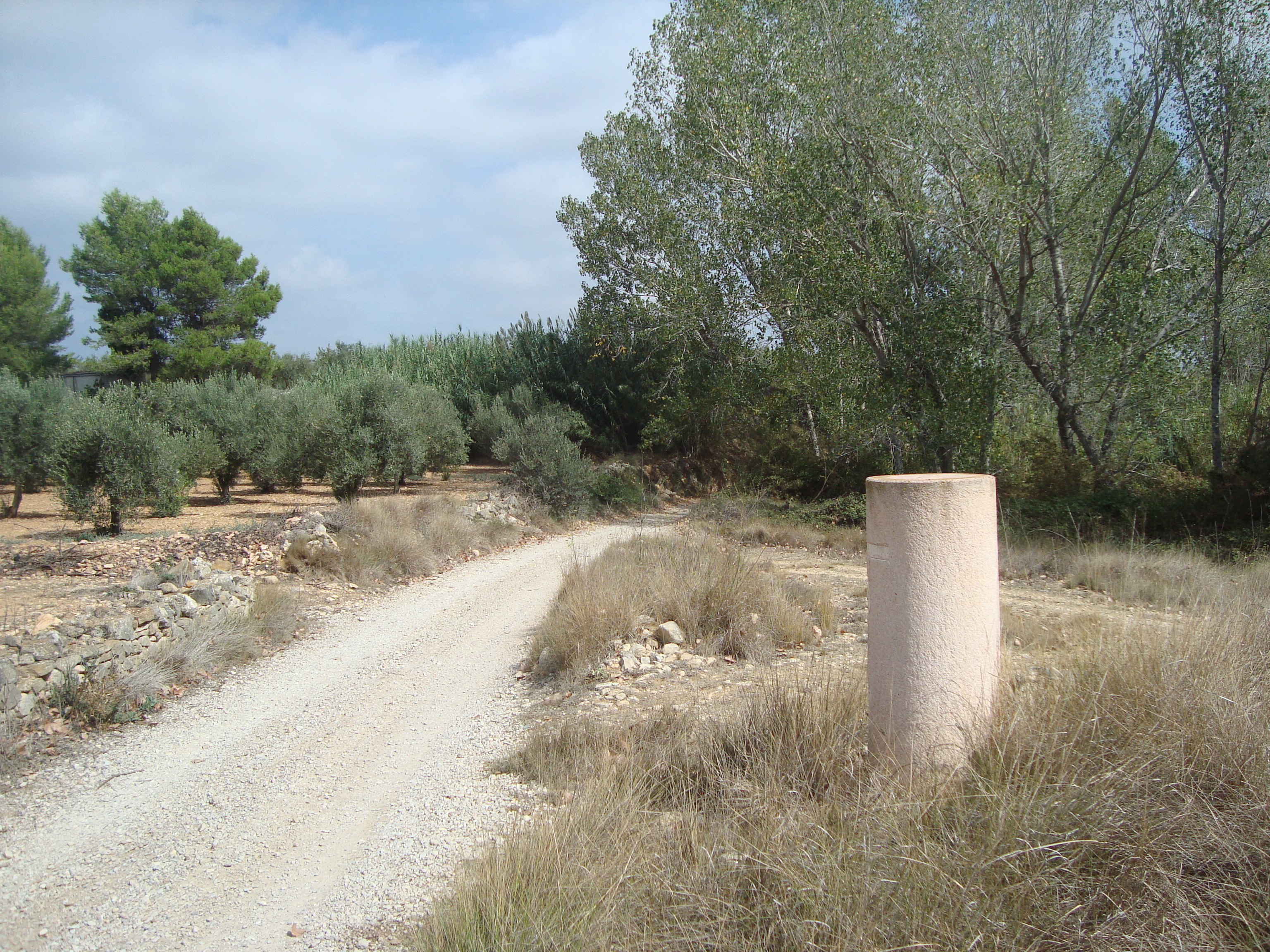
Via Augusta, via romana (Vilanova d'Alcolea)

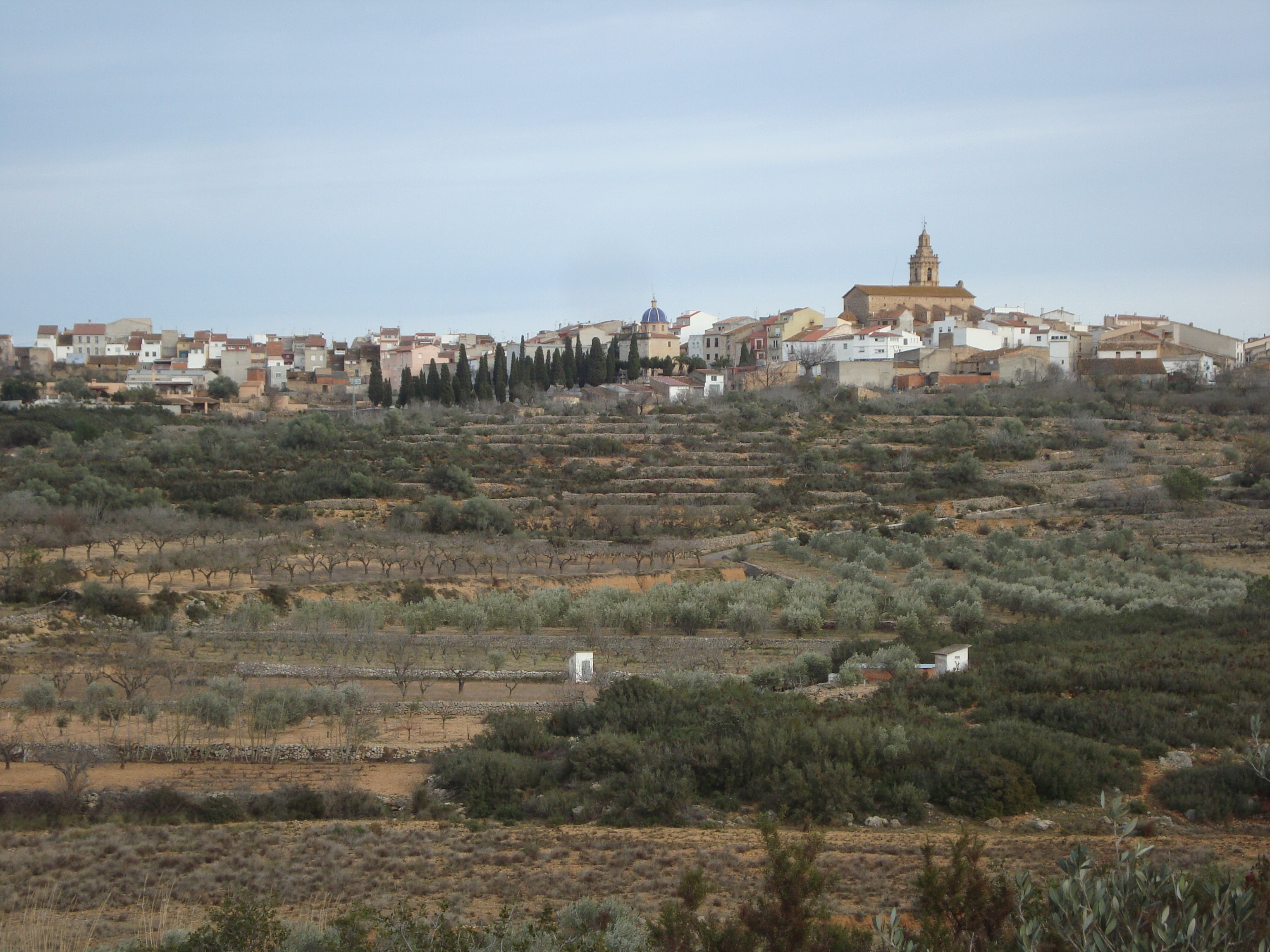
Panorámica de Vilanova d'Alcolea

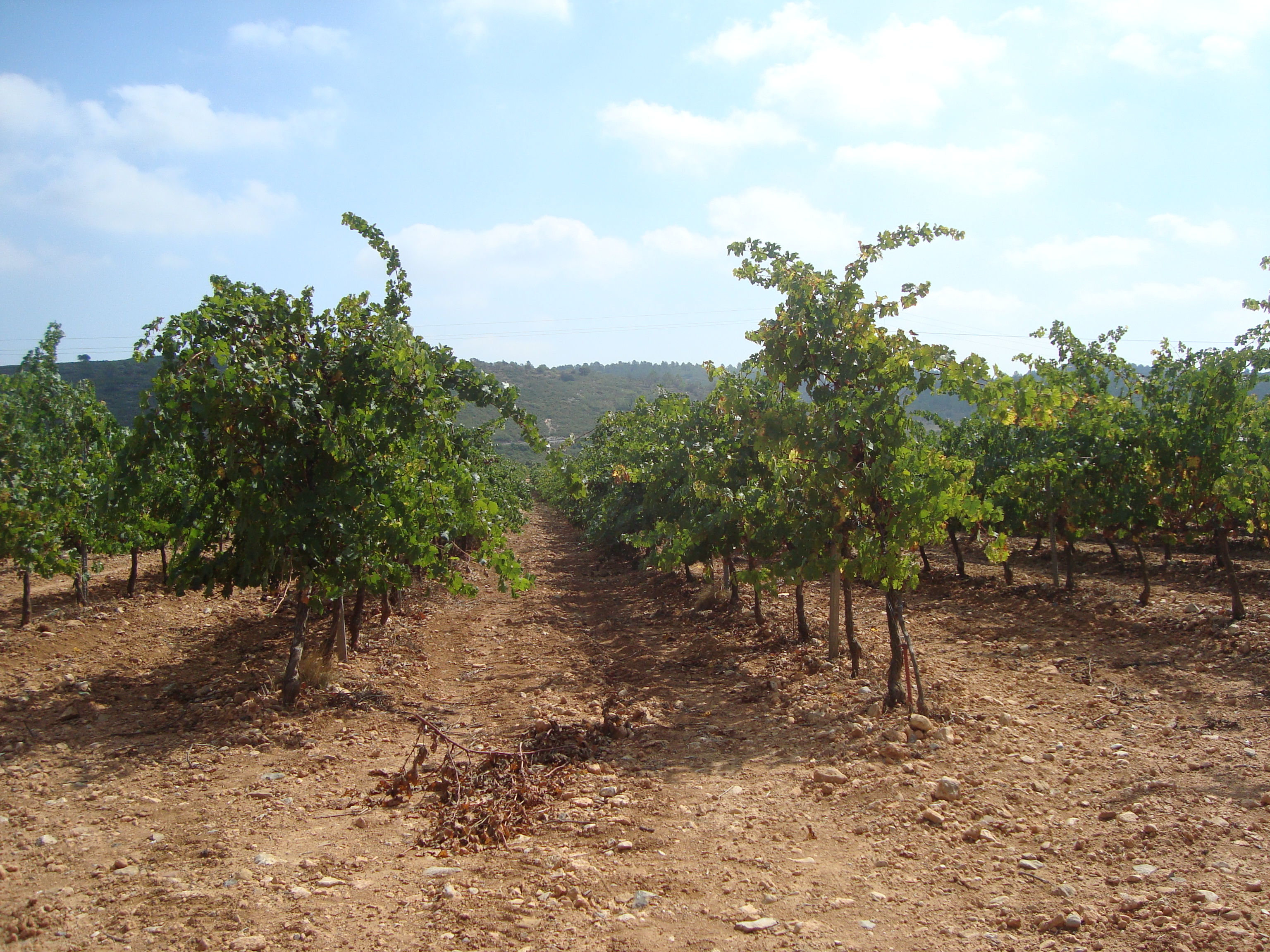
Viñedo (Vilanova d'Alcolea)